# Linha de transmissão

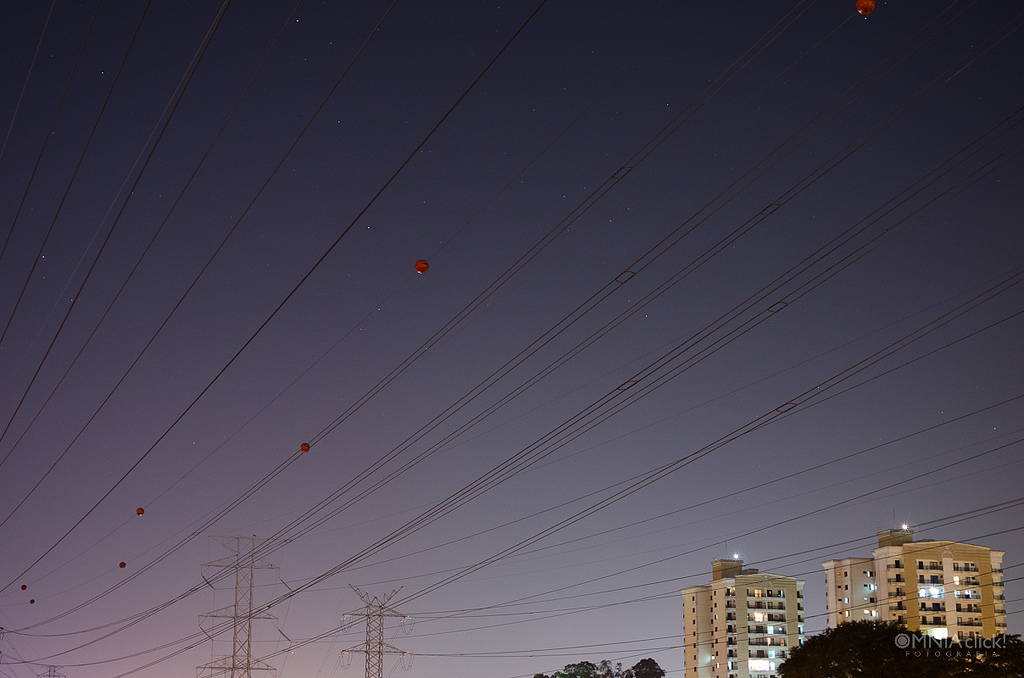
Vista noturna de linhas de transmissão de energia elétrica em São José dos Campos, Brasil.

Uma linha de transmissão é um sistema usado para transmitir energia eletromagnética. Esta transmissão não é irradiada, e sim guiada de uma fonte geradora para uma carga consumidora, podendo ser uma guia de onda, um cabo coaxial ou fios paralelos ou torcidos.

## Princípio

### Equações de telegrafista
As equações de telegrafista determinam a propagação da energia elétrica ao longo da linha de transmissão. Para uma linha considerada sem perdas, as equações podem ser expressas como:
{\displaystyle {\frac {\partial ^{2}V(x)}{\partial x^{2}}}+\omega ^{2}LC\cdot V(x)=0}
{\displaystyle {\frac {\partial ^{2}I(x)}{\partial x^{2}}}+\omega ^{2}LC\cdot I(x)=0}

## Transmissão
No caso do exemplo ilustrado o gerador de energia é chamado de "Xmtr", nada mais é do que um gerador de radiofrequência, ou fonte geradora de potência.
A linha de transmissão guia a energia até a carga, esta pode ser uma antena ou resistência pura. No primeiro caso a linha pode ou não ser balanceada, no segundo, não há necessidade de balanceamento, pois, a carga executa o trabalho de consumidor final de energia e não de irradiador.
Portanto, no caso do uso em radiofrequência, a linha de transmissão pode servir em dois sentidos, tanto para guiar a energia eletromagnética que vai ser emitida pela antena em forma de sinais eletromagnéticos, quanto para guiar a energia absorvida pela antena.
E, no caso de transmissão de eletricidade, esta transmite energia ao consumo final, sem duplo sentido de transmissão/recepção.

## Recepção
A Antena pode ser considerada como um gerador, onde a energia após ser guiada pela linha de transmissão, vai ao "RCVR" ou receptor de ondas eletromagnéticas (um radiorreceptor, por exemplo, que neste caso pode ser considerado como uma carga consumidora).

## Outros modos
Conforme explicitado anteriormente, a linha de transmissão não guia somente radiofrequência, ela pode transportar energia elétrica de corrente alternada (CA),  para alimentação industrial, residencial etc;  energia elétrica de corrente contínua (CC), no caso de equipamentos eletroeletrônicos industriais, etc; telefonia; e uma infinidade de sinais híbridos, redes de computadores, etc.

## O transporte e os parâmetros
A energia gerada nem sempre será utilizada, ou consumida no lugar de sua geração, portanto, a LT precisa ter a maior eficiência possível. Esta é delimitada pela indutância, capacitância, velocidade de propagação ou fator de velocidade, comprimento de onda, constante de fase, comprimento elétrico, e impedâncias, entre vários outros.